# Список міністрів закордонних справ Угорщини
Список міністрів закордонних справ Угорщини

## Міністри закордонних справ Угорщини
1. Казимир Баттяні — (1849).
2. Міхай Карої — (1918–1919);
3. Денеш Берінкеї — (1919);
4. Ференц Гаррер — (1919).
5. Бела Кун — (1919);
6. Йожеф Погань — (1919);
7. Бела Кун — (1919);
8. Петер Агоштон — (1919).
9. Габор Танцош — (1919);
10. Мартон Ловасі — (1919);
11. Йожеф Шомшшич — (1919–1920);
12. Шандор Шимоньї-Шемадам — (1920);
13. Пал Телекі — (1920);
14. Імре Чакі — (1920);
15. Пал Телекі — (1920–1921);
16. Густав Грац — (1921);
17. Пал Телекі — (1921);
18. Міклош Банффі — (1921–1922);
19. Геза Даруварі — (1922–1924);
20. Іштван Бетлен — (1924);
21. Тібор Цітовські — (1924–1925);
22. Лайош Валько — (1925–1930);
23. Дюла Карої — (1930–1931);
24. Лайош Валько — (1931–1932);
25. Ендре Пукі — (1932–1933);
26. Дюла Гембеш — (1933);
27. Кальман Канья — (1933–1938);
28. Бела Імреді — (1938);
29. Іштван Чакі — (1938–1940);
30. Пал Телекі — (1940–1941);
31. Ласло Бардошші — (1941–1942);
32. Ференц Керестеш-Фішер — (1942);
33. Міклош Каллаї — (1942–1943);
34. Єне Гіці — (1943–1944);
35. Деме Стояї — (1944);
36. Густав Хеннєй — (1944);
37. Габор Кемень — (1944–1945).
38. Янош Дьєндьєші — (1944–1947);
39. Ерне Міхайфі — (1947);
40. Ерік Молнар — (1947–1948);
41. Ласло Райк — (1948–1949).
42. Дюла Каллаї — (1949–1951);
43. Карой Кішш — (1951–1952);
44. Ерік Молнар — (1952–1953);
45. Янош Болдоцькі — (1953–1956);
46. Імре Хорват — (1956);
47. Імре Надь — (1956);
48. Імре Хорват — (1956–1958);
49. Ендре Шик — (1958–1961);
50. Янош Петер — (1961–1973);
51. Фрідьєш Пуя — (1973–1983);
52. Петер Варконі — (1983–1989).
53. Дьюла Горн — (1989–1990);
54. Геза Єсенський — (1990–1994);
55. Ласло Ковач — (1994–1998);
56. Янош Мартоньї — (1998–2002);
57. Ласло Ковач — (2002–2004);
58. Ференц Шомодьї — (2004–2006);
59. Кінга Генц — (2006–2009);
60. Петер Балаж — (2009–2010);
61. Янош Мартоньї — (2010–2014);
62. Тібор Наврачич — (2014);
63. Петер Сіярто — (2014 —).

## Галерея

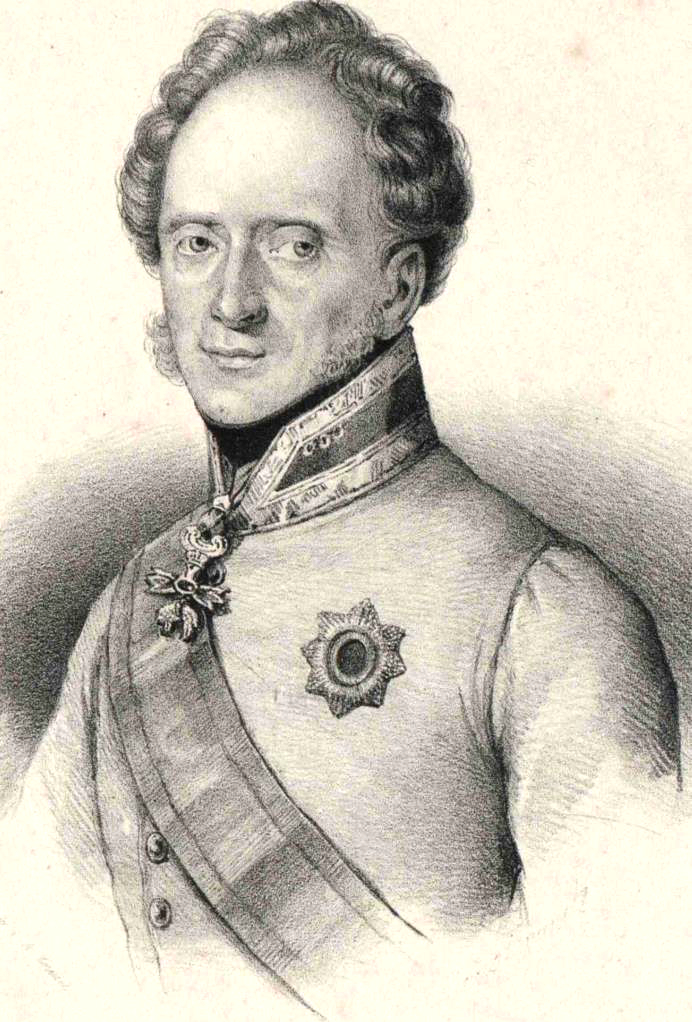
Файл:Cäcilie_Brand_-_Paul_Anton_Esterhazy_(Lithographie_1830).jpgPaul III Anton Esterházy
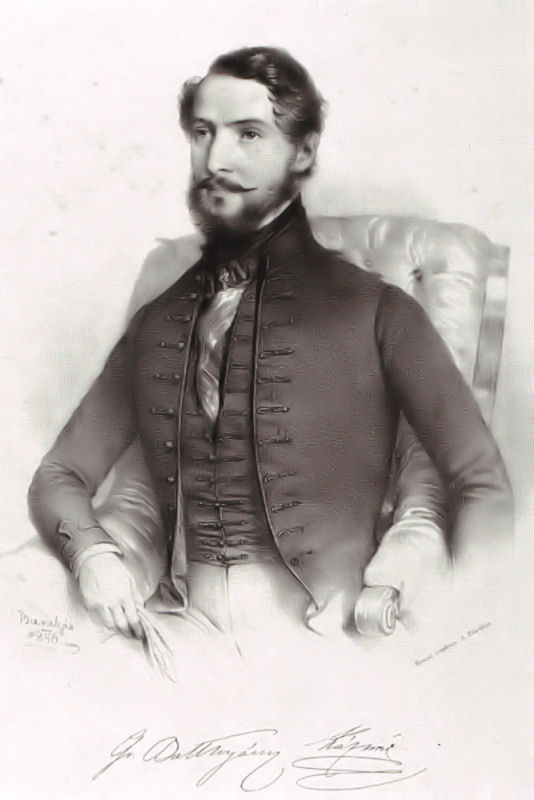
Файл:Batthyány_Kázmér_Barabás.jpgKázmér Batthyány
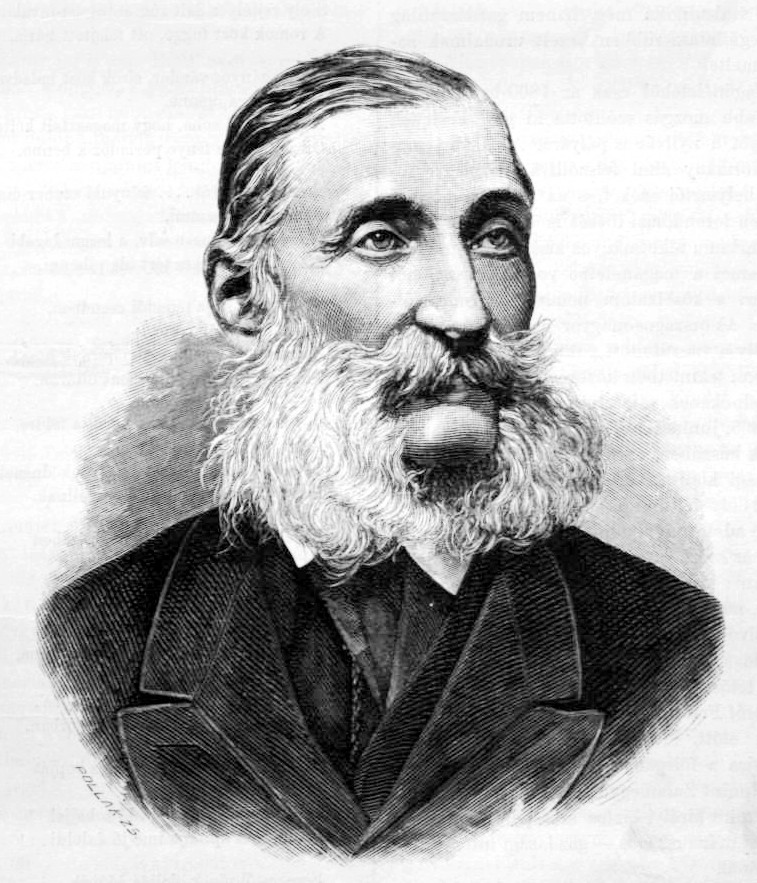
Файл:Festetics_György_Pollák.jpgGyörgy Festetics
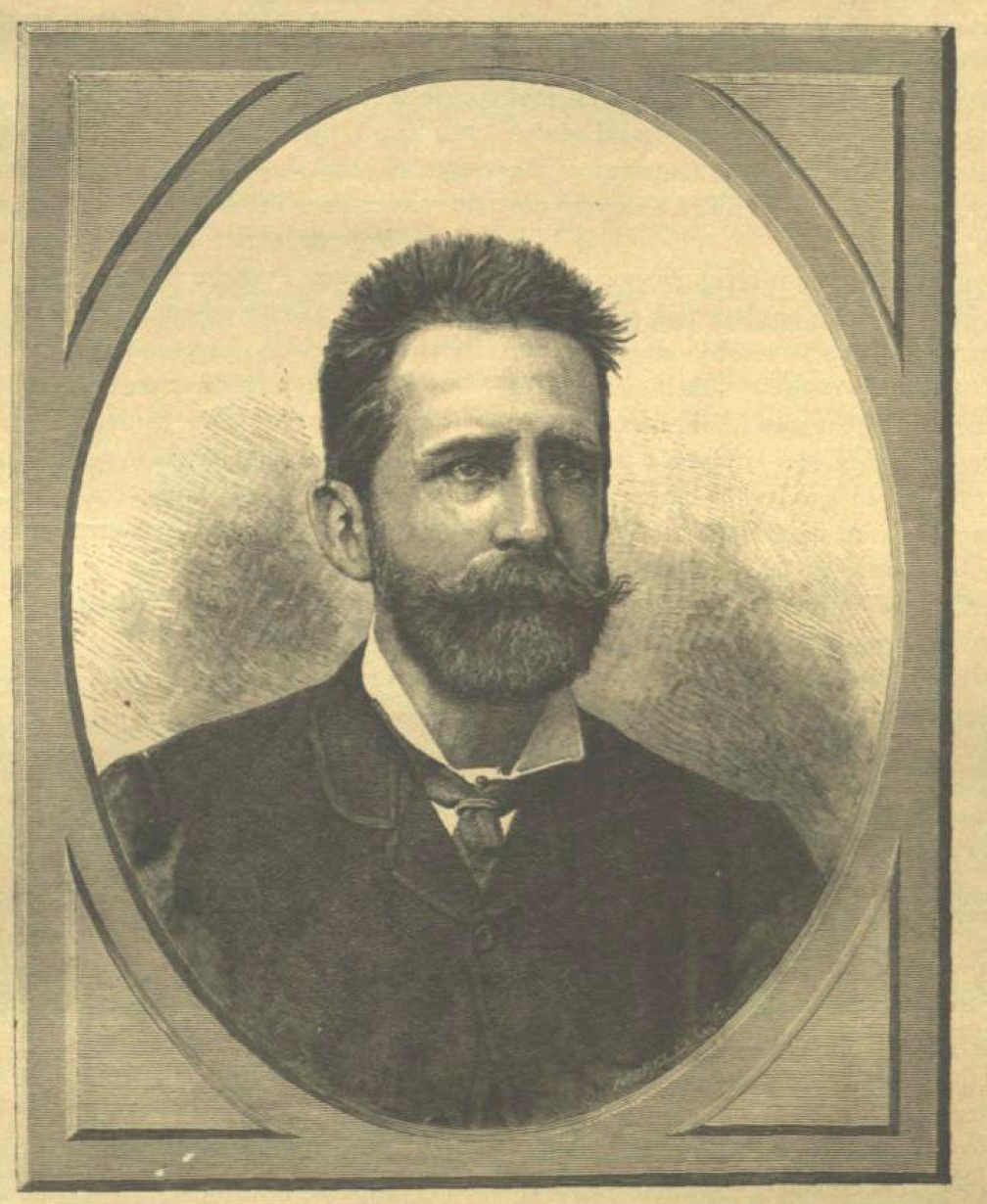
Файл:Szőgyény-Marich_László_1890-52.JPGLászló Szőgyény-Marich
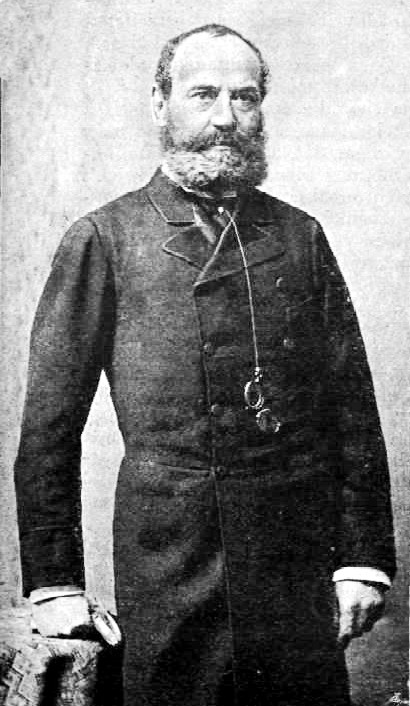
Файл:Tisza_Lajos_Ellinger.jpgLajos Tisza
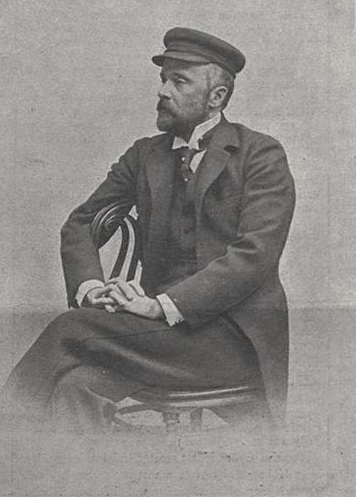
Файл:Széchényi_Manó_1899-20.jpgManó Széchényi
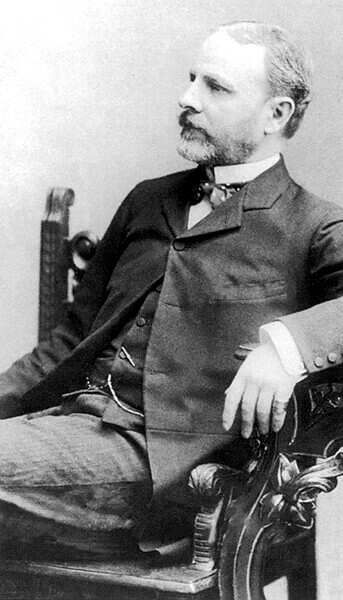
Файл:Khuen-Héderváry_Károly.jpgKároly Khuen-Héderváry
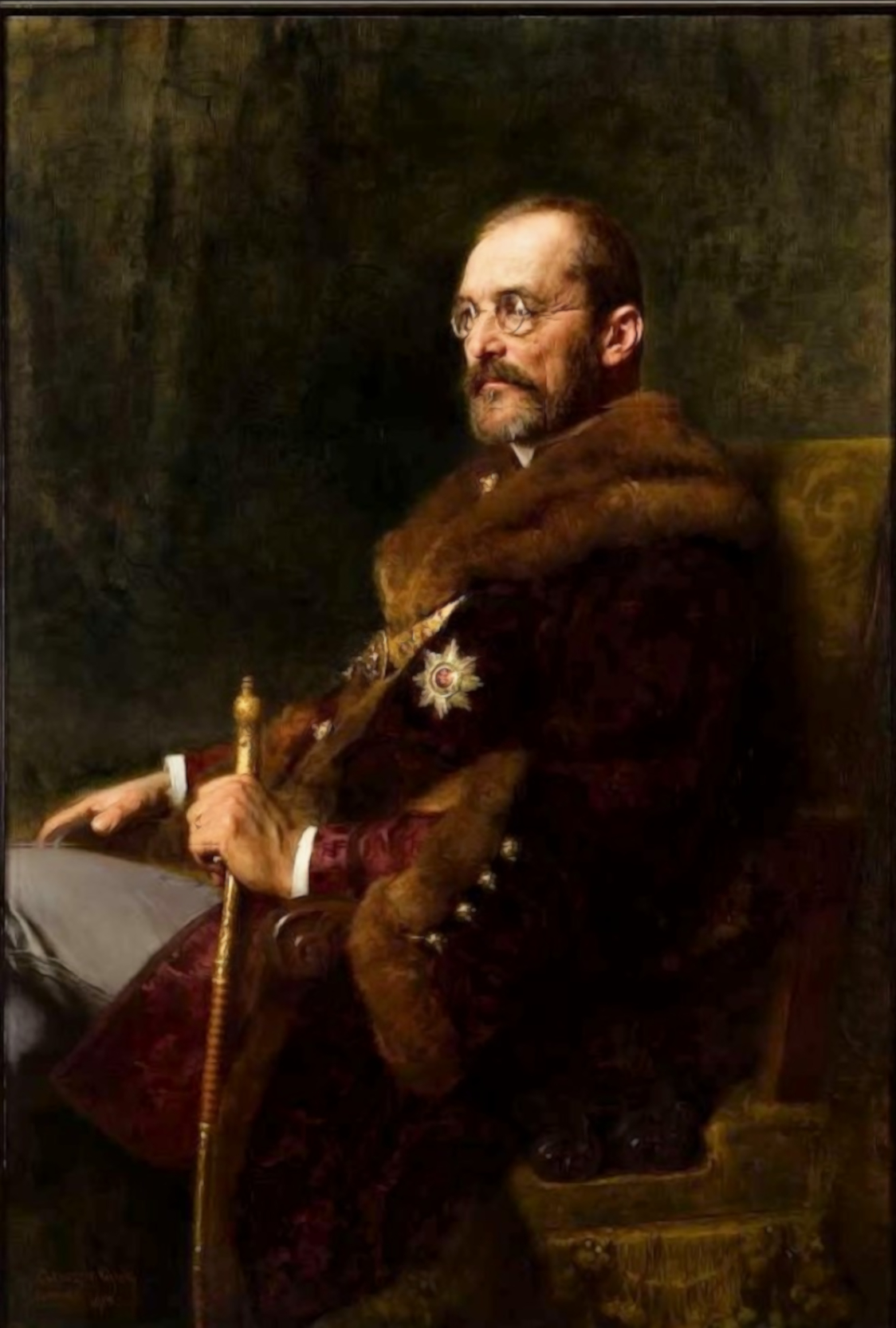
Файл:Istvan_Tisza.jpgIstvan Tisza
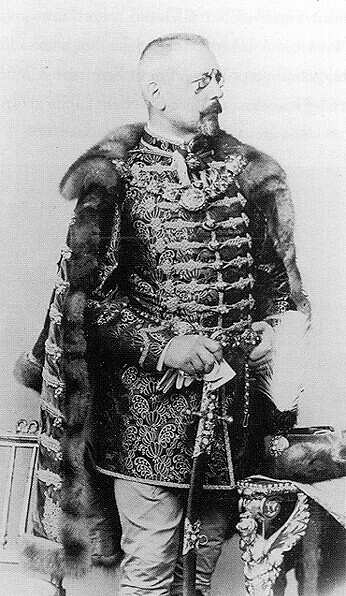
Файл:Burián_István.jpgBurián István
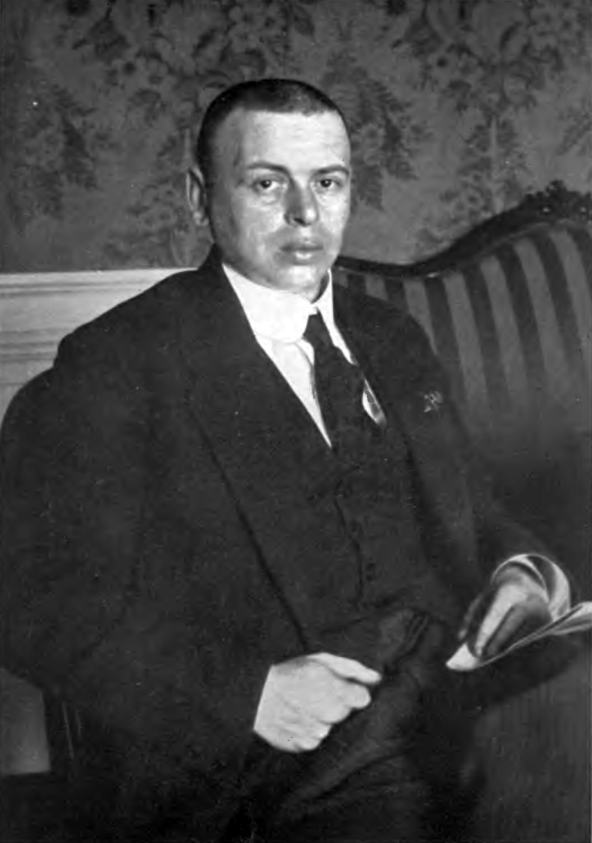
Файл:Bela-kun--outlawsdiary00tormuoft.pngБела Кун